# Episodi di Karkú (terza stagione)
| nº | Titolo originale          | Titolo italiano           | Prima TV Cile  | Prima TV Italia |
| -- | ------------------------- | ------------------------- | -------------- | --------------- |
| 1  | El fin de la vocaciones   | La fine delle vocazioni   | 29 marzo 2009  | 11 aprile 2012  |
| 2  | El adios                  | L'addio                   | 30 marzo 2009  | 12 aprile 2012  |
| 3  | La trampa                 | La Trappola               | 31 marzo 2009  | 12 aprile 2012  |
| 4  | Elección de Presidente    | Elezione del presidente   | 1º aprile 2009 | 13 aprile 2012  |
| 5  | Venta                     | Vendita                   | 2 aprile 2009  | 16 aprile 2012  |
| 6  | La tarefa de la música    | Il tasso di musica        | 5 aprile 2009  | 17 aprile 2012  |
| 7  | La nota de emi            | La nota di emi            | 6 aprile 2009  | 18 aprile 2012  |
| 8  | Ayudando a Dana a estudia | Aiutare Dana per studiare | 7 aprile 2009  | 19 aprile 2012  |
| 9  | El Regreso de Martin      | Il ritorno di Martin      | 7 aprile 2009  | 22 aprile 2012  |